# Albero di Thor
L'Albero di Thor (Donareiche, in lingua tedesca) era un antico albero sacro per la tribù germanica dei Catti e uno dei più importanti luoghi sacri dei popoli germanici pagani.
L'albero era ubicato nei pressi del villaggio di Geismar, che oggi fa parte della città di Fritzlar nell'Assia del nord, ed era il principale luogo di culto della divinità germanica Thunraz (conosciuto come Donar tra le tribù della Germania occidentale, Thor dagli scandinavi) da parte dei Catti e della maggior parte delle altre tribù germaniche. Il suo abbattimento nel 723 segnò l'inizio della cristianizzazione delle tribù non franche della Germania settentrionale.
Nel 723 il missionario anglosassone Winfrid - poi conosciuto come San Bonifacio , l'apostolo dei germani, arrivò in quest'area per convertire al cristianesimo i popoli germanici, utilizzando come base l'insediamento fortificato franco di Büraburg sul lato opposto del fiume Eder. Fu lui ad abbattere l'albero nel tentativo di dimostrare la superiorità del cristianesimo e, secondo le fonti, il popolo, quando vide che Thor non rispondeva, accettò di farsi battezzare.
Bonifacio usò il legno dell'albero per costruire una cappella a Fritzlar, fondò un monastero benedettino e stabilì il primo vescovado della Germania al di là dei vecchi confini dell'Impero romano a Büraburg, con il suo discepolo Witta di Büraburg come vescovo. Il primo abate del monastero, Vigberto, costruì una basilica in pietra là dove era stata costruita la cappella di legno, dopo che questa era stata distrutta, basilica che fu poi rimpiazzata nel 1180/1200 dall'ampia cattedrale romanico-gotica di san Pietro che oggi troneggia nella città. Il vescovado di Büraburg fu abolito dopo la morte di Witta e inglobato in quello di Magonza.